# Maniewicze (stacja kolejowa)
Maniewicze (ukr. Маневичі) – stacja kolejowa w miejscowości Maniewicze, w rejonie kamieńskim, w obwodzie wołyńskim, na Ukrainie. Położona jest na linii Sarny – Kowel.

## Historia
Stacja powstała w czasach carskich pomiędzy stacjami Czartorysk i Powursk.

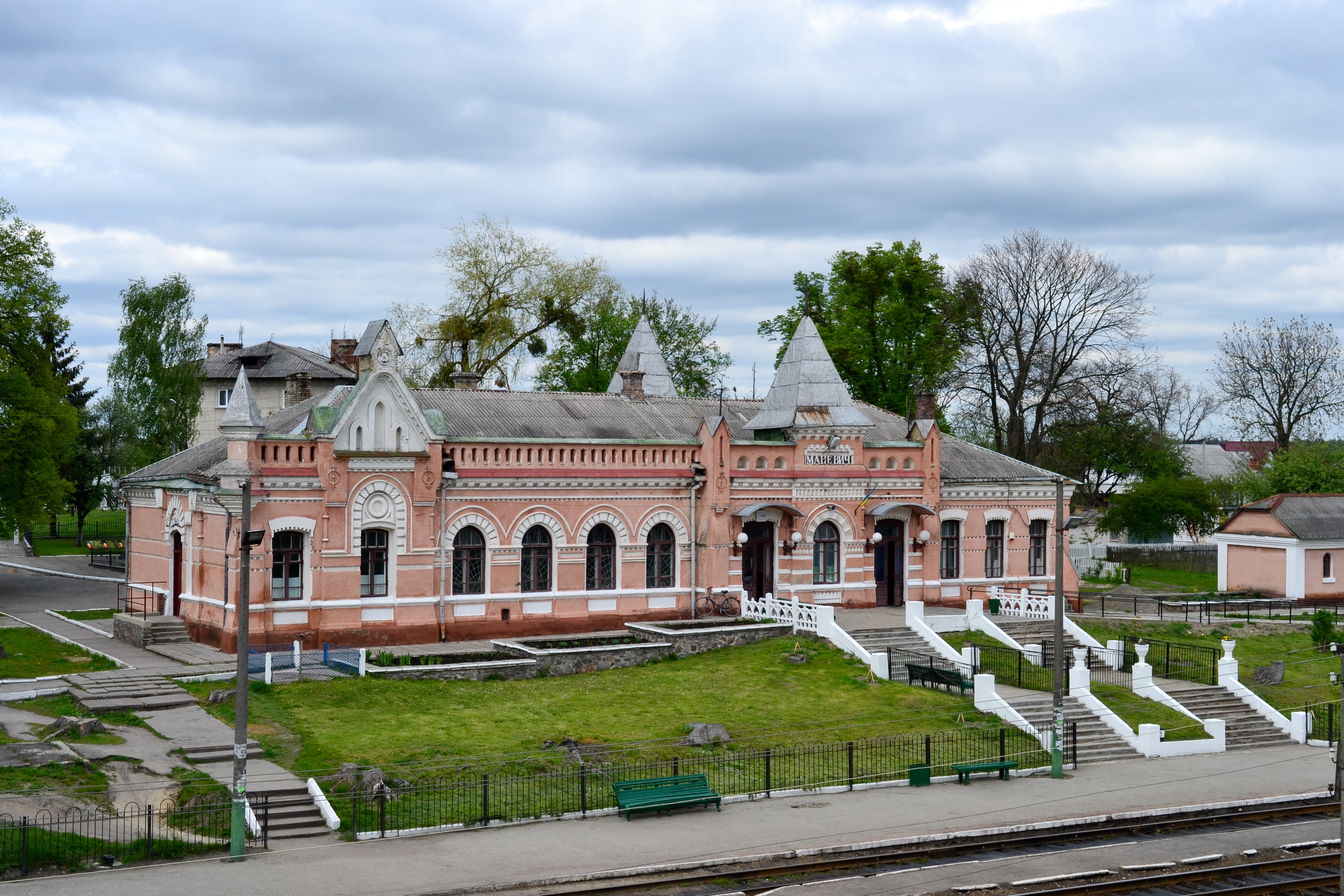
budynek stacyjny